# Anima Pop
Anima Pop je glasbena skupina, ustanovljena leta 2006 v Londonu, VB. 
Skupina je poznana v špansko govorečih državah ter nekaterih državah Evrope in Združenih narodih. Svojo glasbo v španskem, angleškem in francoskem jeziku so predstavili na skupno 100 koncertih v Združenih državah Amerike, Angliji, Španiji, Irski in Franciji.  
Leta 2008 je Anima Pop osvojila naziv »Najboljši Španski nov bend 2007« (Spanish Music Press Awards). Trenutno v Londonu pripravljajo prvi album, ki bo izšel leta 2010.